# Aangezichtspijn
Aangezichtspijn of prosopalgie is pijn in het gelaat en kan een teken van ziekte zijn. Bij  aangezichtspijn zijn er enkele seconden durende, zeer heftige steken in het gezicht. Deze pijnen houden enkele minuten aan en kunnen meerdere malen per dag voorkomen. Soms kan aanraken van het gelaat of kauwen de pijn uitlokken.
Er zijn twee vormen, namelijk de idiopathische vorm − die het meest voorkomt − en de symptomatische vorm. Bij de symptomatische vorm is er sprake van een onderliggende afwijking zoals een tumor die op een gezichtszenuw drukt.
Een vorm van idiopathische aangezichtspijn is trigeminusneuralgie.